# Олю-ле-Бен
Олю́-ле-Бен (фр. Aulus-les-Bains) — коммуна во Франции, находится в регионе Юг — Пиренеи. Департамент коммуны — Арьеж. Входит в состав кантона Уст. Округ коммуны — Сен-Жирон.
Код INSEE коммуны — 09029.
Известный курорт с термальными источниками и спа-комплексом. Вода из источников используется для лечения сифилиса, заболеваний мочеполовой сферы, артрита и некоторых заболеваний нервной системы.

## Население
Население коммуны на 2008 год составляло 207 человек.
| 1962 | 1968 | 1975 | 1982 | 1990 | 1999 | 2008 |
| ---- | ---- | ---- | ---- | ---- | ---- | ---- |
| 162  | 227  | 182  | 208  | 210  | 189  | 207  |

## Экономика
В 2007 году среди 118 человек в трудоспособном возрасте (15—64 лет) 89 были экономически активными, 29 — неактивными (показатель активности — 75,4 %, в 1999 году было 71,1 %). Из 89 активных работали 77 человек (39 мужчин и 38 женщин), безработных было 12 (6 мужчин и 6 женщин). Среди 29 неактивных 8 человек были учащимися или студентами, 10 — пенсионерами, 11 были неактивными по другим причинам.